# Dolnje Retje
Dolnje Retje (lnjɛ ˈɾeːtjɛ; älteren Quellen zufolge auch Dolenje Retje, deutsch Unterretje) ist ein kleines Dorf südöstlich von Velike Lašče in Zentral-Slowenien. Das Gebiet ist Teil der traditionellen Region nieder Carniola und gehört jetzt zur statistischen Region Zentralslowenien.

## Name
Der Name „Dolnje Retje“ bedeutet wörtlich „unteres Retje“ und unterscheidet das Dorf vom benachbarten „Gornje Retje“ (wörtlich „oberes Retje“). Der Name  Retje  (wie der verwandte Name  Retnje ) leitet sich vom Plural-Demonym *  Vrětьjane  ab, basierend auf dem gemeinsamen Substantiv *  vertьje , das sich auf einen höheren trockenen Bereich in einem feuchten oder sumpfigen Gebiet bezieht.

## Kulturerbe
Ein kleiner Bildstock aus dem 18. Jahrhundert an der Kreuzung in der Mitte der Siedlung ist dem Rochus von Montpellier gewidmet.

## Personen
Der slowenische Schriftsteller, politische Aktivist, Dramatiker und Kritiker Fran Levstik wurde 1831 im Dorf geboren. 1889 wurde eine Gedenktafel über die Überreste seines Geburtshauses enthüllt. Im Jahr 1987 wurde auch eine Bronzebüste in Dorf platziert.